# Alexandre Vincent Jandel
Wincenty Aleksander Jandel (ur. 10 lipca 1810, zm. 11 grudnia 1872 w Rzymie) – francuski dominikanin, generał zakonu w latach 1855–1872.
Święcenia kapłańskie przyjął w roku 1834, pracował jako profesor Pisma Świętego w Nancy oraz rektor małego seminarium w Pont-à-Mousson. Pod wpływem J.H. Lacordaire’a w roku 1841 wstąpił do Zakonu Braci Kaznodziejów. W latach 1844–1849 był przełożonym klasztorów we Francji.
W 1855 roku papież Pius IX nominował go na generała zakonu, a po siedmiu latach kapituła generalna wybrała go na następne 12 lat. Swoją kadencję rozpoczynał w czasie trwającego od końca XVIII wieku kryzysu zakonu. Przeprowadził dogłębną reformę opierającą się w głównej mierze na powrocie do regularnego życia zakonnego i przywróceniu dyscypliny. Tworzył nowe klasztory, inicjował powstawanie domów nowicjatu i domów studiów. Otoczył opieką bractwa różańcowe, trzeci zakon i bractwa Imienia Jezus. Współtworzył nowe konstytucje zakonne.